# Rælingen
Gmina Rælingen (norw. Rælingen kommune) – norweska gmina leżąca w regionie Akershus. Jej siedzibą jest miasto Fjerdingby.
Rælingen jest 404. norweską gminą pod względem powierzchni.

## Demografia
Według danych z roku 2005 gminę zamieszkuje 14 797 osób. Gęstość zaludnienia wynosi 207,21 os./km². Pod względem zaludnienia Rælingen zajmuje 64. miejsce wśród norweskich gmin.
| ludność stan na 1 stycznia 2005 |         |           |        |
|                                 | kobiety | mężczyźni | razem  |
| osób                            | 7306    | 7491      | 14 797 |
| %                               | 49,37%  | 50,63%    | 100%   |

| wykształcenie stan na 1 października 2004 |        |         |        |        |
|                                           | podst. | średnie | wyższe | niezn. |
| osób                                      | 2113   | 6873    | 2422   | 289    |
| %                                         | 18,06% | 58,76%  | 20,71% | 2,47%  |

## Edukacja
Według danych z 1 października 2004:
- liczba szkół podstawowych (norw. grunnskolar): 7
- liczba uczniów szkół podst.: 1914

## Władze gminy
Według danych na rok 2011 administratorem gminy (norw. rådmann) jest Eivind Glemmestad, natomiast burmistrzem (norw. ordfører, d. borgermester) jest Øivind Sand.